# Louadaine
Louadaine  (in arabo الوادين‎?) è un centro abitato e comune rurale del Marocco situato nella provincia di Moulay Yacoub, regione di Fès-Meknès. Conta una popolazione di 11 767 abitanti (censimento 2014).